# Henriksdalstunneln

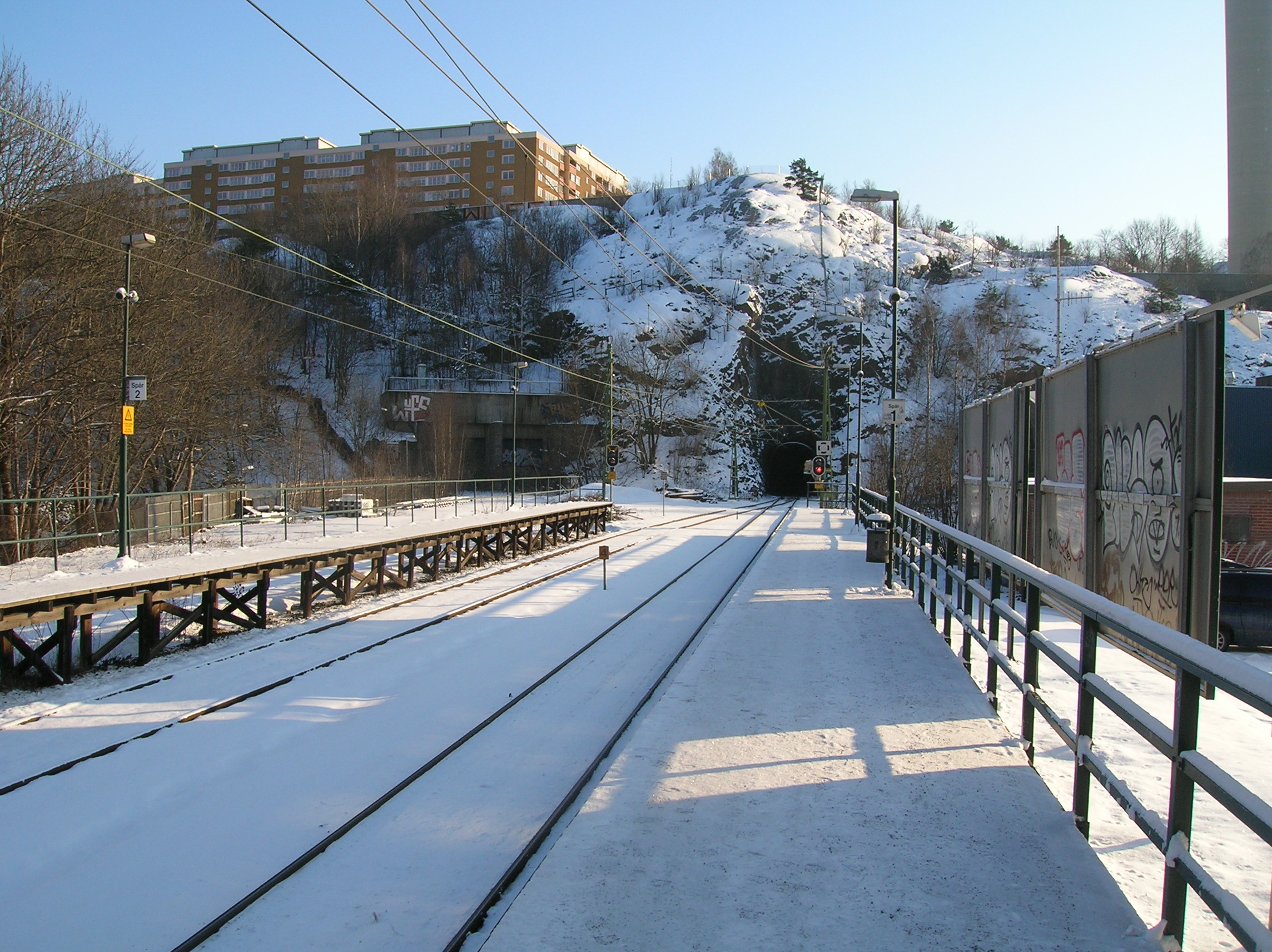
Henriksdalstunneln i februari 2006.

Henriksdalstunneln är en tunnel för Saltsjöbanan i Henriksdalsberget mellan Henriksdals station och Sickla hållplats i Nacka kommun öster om  Stockholm. Tunneln är 337 meter lång. Tåg har gått där sedan 1893.
Det har sedan början av 2000-talet funnits studier runt omläggningar av Saltsjöbanan och Värmdöleden i tunnelområdet inom stadsutvecklingsprojektet Danvikslösen som väntar på SLs utredningsarbete om kollektivtrafiken i trafikområdets östra sektor.